# Menace to Sobriety
| Recensione | Giudizio |
| ---------- | -------- |
| AllMusic   |          |

Menace to Sobriety è il secondo album studio del gruppo heavy metal statunitense Ugly Kid Joe, pubblicato nel 1995.

## Tracce
1. Intro – 1:49
2. God – 2:54 (Ugly Kid Joe)
3. Tomorrow's World – 4:18 (Crane, Crockett, Eichstadt, Fortman, Larkin)
4. Clover – 3:34
5. C.U.S.T. – 2:59 (Crane, Crockett, Eichstadt, Fortman, Larkin)
6. Milkman's Son – 3:51 (Crane, Crockett, Eichstadt, Fortman, Larkin)
7. Suckerpath – 4:53
8. Cloudy Skies – 4:28 (Ugly Kid Joe)
9. Jesus Rode a Harley – 3:15
10. In/In – 3:37
11. V.I.P. – 3:46
12. Oompa – 2:04 (Ugly Kid Joe)
13. Candle Song – 2:56 (Ugly Kid Joe)

## Formazione
- Whitfield Crane - voce
- Klaus Eichstadt - chitarra
- Dave Fortman - chitarra
- Cordell Crockett - basso
- Shannon Larkin - batteria

## Classifiche
| Classifica            | Posizione massima |
| --------------------- | ----------------- |
| Official Albums Chart | 25                |